# انویل (اکلاهما)
انویل (به انگلیسی: Enville) یک منطقهٔ مسکونی در ایالات متحده آمریکا است که در شهرستان لاو، اکلاهما واقع شده‌است.